# Włodzimierz Kamiński (malarz)

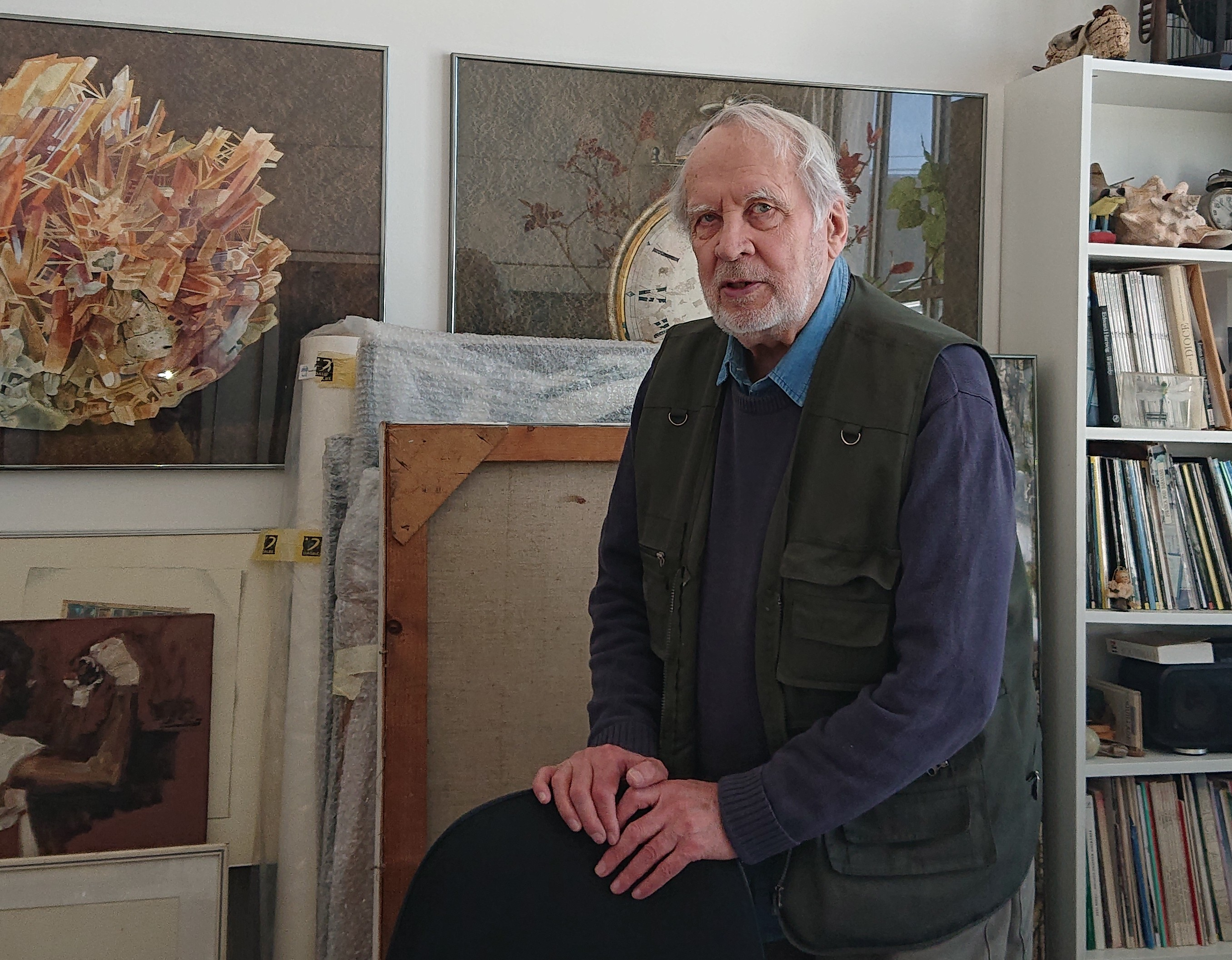
Wlodek Kaminski w swojej pracowni w Montmartre-aux-artistes w Paryżu w 2025 r.

Włodzimierz Kamiński vel Wlodek Kaminski (ur. 2 października 1938 w Bydgoszczy) – polski malarz hiperrealista i projektant akcesoriów modowych.

## Życiorys
W 1963 ukończył studia na Akademii Sztuk Pięknych w Krakowie na Wydziale Malarstwa. W 1985 zamieszkał we Francji (obywatelstwo francuskie uzyskał w 1991). Od 1987 projektował akcesoria modowe (szale, chusty, apaszki, fulary itd.) dla francuskiego domu mody Hermès. Od 1991 ma własne atelier w zbudowanym w latach 30. XX w. zespole 180 pracowni-mieszkań artystów cité Montmartre-aux-artistes w 18. dzielnicy Paryża. W Holu Prezydenckim Budynku Magistratu Urzędu Miasta Krakowa przy Placu Wszystkich Świętych 3-4 eksponowane są portrety Prezydentów Miasta Krakowa: Stanisława Klimeckiego i Bolesława Czuchajowskiego autorstwa Kamińskiego.

## Wystawy indywidualne
Wystawy indywidualne: 
- 1965: Galeria "PEGAZ" w  Zakopanem[5]
- 1968: galeria Arkady w Krakowie
- 1981: galeria Wiener w Paryżu
- 1987: centrum kultury w Courbevoie
- 1989: u M. Huberta Cuille w Paryżu
- 1991: galeria Socrate w Suresnes
- 1996: na paryskim Montmartre

## Wystawy zbiorowe
Wystawy zbiorowe:
- 1965: Krakowska Wystawa Młodych Plastyków w Krakowie
- 1965: Festiwal Młodych w Sopocie
- do 1969: zagraniczne wystawy środowiska krakowskiego w Pradze i Bratysławie

## Nagrody i wyróżnienia

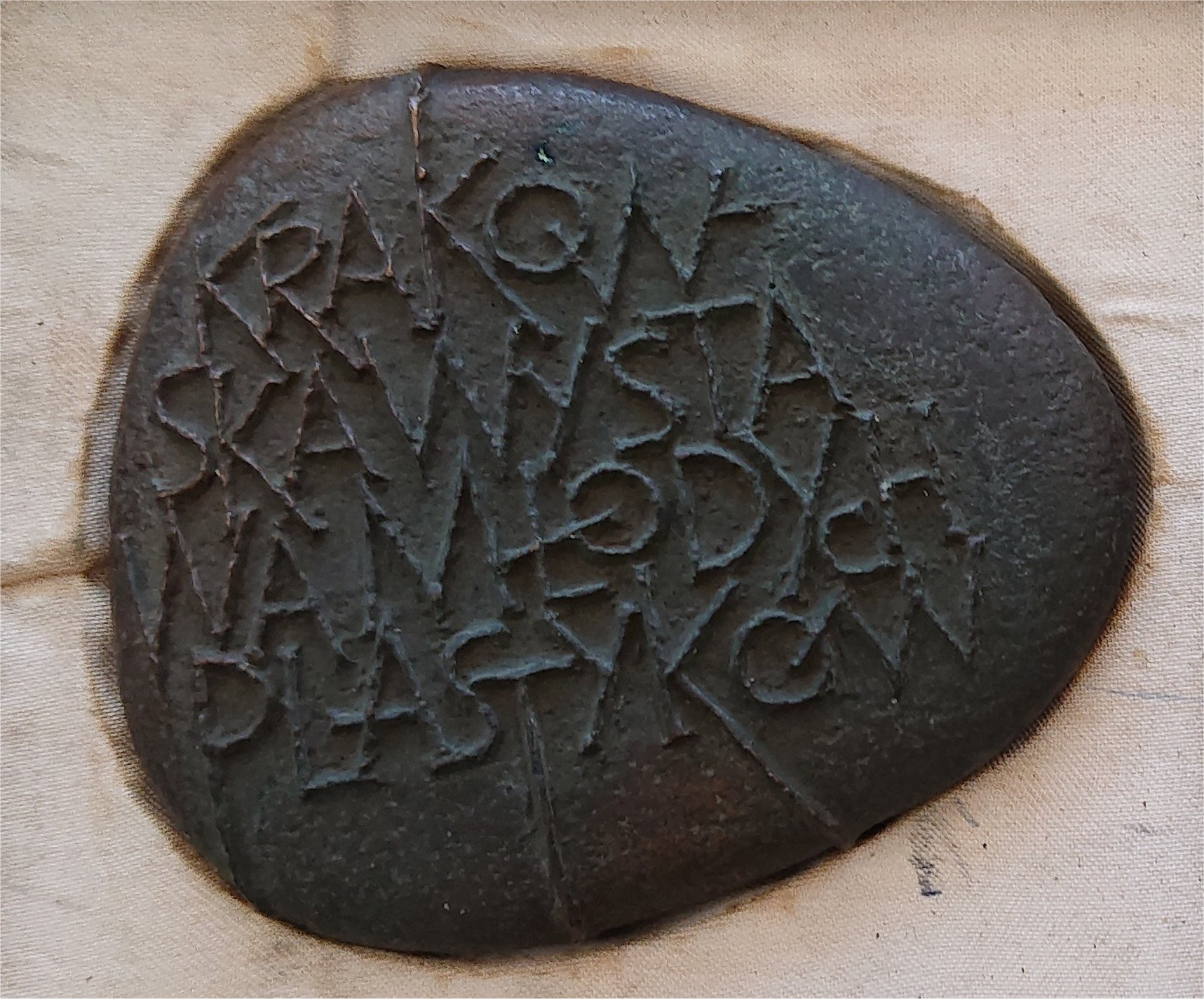
Medal Krakowskiej Wystawy Młodych Plastyków z 1965 r. przyznany Włodzimierzowi Kamińskiemu

- 1965 – Medal Krakowskiej Wystawy Młodych Plastyków[1][5].

Włodzimierz Kamiński, Chleb, 1975, w zbiorach Muzeum Narodowego w Gdańsku